# Violales
Violales es un orden de plantas pertenecientes a la clase de las magnoliópsidas, disgregado según la última revisión realizada por el grupo para la Filogenia de las Angiospermas.
Cuentan generalmente con flores dialipétalas. Gineceo en general súpero y sincárpico de carpelos abiertos; placentación parietal (en cistáceas con tabicación interna  tabiques placentarios); algunas familias primitivas: Fluconitiaceas con carpelos cerrados y placentación axial (semejante a Teales). Origen desde Teales. Óvulos crasinucelados, endosperma muy rico en aceites y pobre en féculas. Diferencia con Caparales (crucíferas): 2 en Caparales, 3 en Violales, estas nunca tienen células con mirosina. Muy amplio.
En el sistema APG II de 2003, el orden Violales no es reconocido y las familias que lo integraban han sido trasladas a otros órdenes según se lista a continuación:
- orden Violales
familia Achariaceae → orden Malpighiales
familia Ancistrocladaceae → orden Caryophyllales
familia Begoniaceae → orden Cucurbitales
familia Bixaceae → orden Malvales
familia Caricaceae → orden Brassicales
familia Cistaceae → orden Malvales
familia Cucurbitaceae → orden Cucurbitales
familia Datiscaceae →  orden Cucurbitales
familia Dioncophyllaceae →  orden Caryophyllales
familia Flacourtiaceae → incluido en la familia Salicaceae, en orden Malpighiales
familia Fouquieriaceae → orden Ericales
familia Frankeniaceae → orden Caryophyllales
familia Hoplestigmataceae → incierta posición
familia Huaceae → eurosids I
familia Lacistemataceae →  orden Malpighiales
familia Loasaceae →  orden Cornales
familia Malesherbiaceae →  orden Malpighiales (opcional en Passifloraceae)
familia Passifloraceae →  orden Malpighiales
familia Peridiscaceae →  orden Malpighiales
familia Scyphostegiaceae → incluida en Salicaceae, en orden Malpighiales
familia Stachyuraceae → orden Crossosomatales
familia Tamaricaceae → orden Caryophyllales
familia Turneraceae →  orden Malpighiales (opcional en Passifloraceae)
familia Violaceae → orden Malpighiales